# Луазе
Луазе́ (фр. Loisey) — муніципалітет у Франції, у регіоні Гранд-Ест, департамент Мез. Населення — 309 осіб (2013).
Муніципалітет розташований на відстані близько 220 км на схід від Парижа, 80 км на південний захід від Меца, 10 км на схід від Бар-ле-Дюка.

## Історія
Муніципалітет існував до 1973 року, коли об'єднався з Кюле утворивши Луазе-Кюле. 2014 року муніципалітети знову розділено.
До 2015 року муніципалітет перебував у складі регіону Лотарингія. Від 1 січня 2016 року належить до нового об'єднаного регіону Гранд-Ест.

## Демографія

### Об'єднаний муніципалітет Луазе-Кюле
Динаміка населення (INSEE ):
Розподіл населення за віком та статтю (2006):
| Стать | Всього | До 15 років | 15-24 | 25-44 | 45-64 | 65-85 | Понад 85 |
| --- | ------ | ----------- | ----- | ----- | ----- | ----- | -------- |
| Чоловіки | 248    | 60          | 20    | 56    | 56    | 52    | 4        |
| Жінки | 208    | 48          | 8     | 60    | 44    | 40    | 8        |
| \| Статево-вікова піраміда \| Статево-вікова піраміда \| Статево-вікова піраміда \| \| ----------------------- \| ----------------------- \| ----------------------- \| \| Чоловіки \| Вік \| Жінки \| \| 4 \| 85 + \| 8 \| \| 4 \| 80-84 \| 12 \| \| 20 \| 75-79 \| 8 \| \| 8 \| 70-74 \| 8 \| \| 20 \| 65-69 \| 12 \| \| 8 \| 60-64 \| 4 \| \| 8 \| 55-59 \| 12 \| \| 24 \| 50-54 \| 16 \| \| 16 \| 45-49 \| 12 \| \| 32 \| 40-44 \| 16 \| \| 12 \| 35-39 \| 32 \| \| 12 \| 30-34 \| 8 \| \| 0 \| 25-29 \| 4 \| \| 4 \| 20-24 \| 0 \| \| 16 \| 15-20 \| 8 \| \| 20 \| 10-14 \| 16 \| \| 28 \| 5-9 \| 16 \| \| 12 \| 0-4 \| 16 \| |        |             |       |       |       |       |          |
| Статево-вікова піраміда |        |             |       |       |       |       |          |
| Чоловіки | Вік    | Жінки       |       |       |       |       |          |
| 4 | 85 +   | 8           |       |       |       |       |          |
| 4 | 80-84  | 12          |       |       |       |       |          |
| 20 | 75-79  | 8           |       |       |       |       |          |
| 8 | 70-74  | 8           |       |       |       |       |          |
| 20 | 65-69  | 12          |       |       |       |       |          |
| 8 | 60-64  | 4           |       |       |       |       |          |
| 8 | 55-59  | 12          |       |       |       |       |          |
| 24 | 50-54  | 16          |       |       |       |       |          |
| 16 | 45-49  | 12          |       |       |       |       |          |
| 32 | 40-44  | 16          |       |       |       |       |          |
| 12 | 35-39  | 32          |       |       |       |       |          |
| 12 | 30-34  | 8           |       |       |       |       |          |
| 0 | 25-29  | 4           |       |       |       |       |          |
| 4 | 20-24  | 0           |       |       |       |       |          |
| 16 | 15-20  | 8           |       |       |       |       |          |
| 20 | 10-14  | 16          |       |       |       |       |          |
| 28 | 5-9    | 16          |       |       |       |       |          |
| 12 | 0-4    | 16          |       |       |       |       |          |

## Економіка

### Об'єднаний муніципалітет Луазе-Кюле
2010 року серед 299 осіб працездатного віку (15—64 років) 215 були активними, 84 — неактивними (показник активності 71,9%, у 1999 році було 68,8%). З 215 активних мешканців працювали 192 особи (103 чоловіки та 89 жінок), безробітними було 23 (16 чоловіків та 7 жінок). Серед 84 неактивних 30 осіб було учнями чи студентами, 29 — пенсіонерами, 25 були неактивними з інших причин.

У 2010 році в муніципалітеті числилось 181 оподатковане домогосподарство, у яких проживали 470,0 особи, медіана доходів виносила 17 728 євро на одного особоспоживача